# Aneomochtherus alexisi
Aneomochtherus alexisi là một loài ruồi trong họ Asilidae. Aneomochtherus alexisi được Tomasovic miêu tả năm 2004. Loài này phân bố ở vùng Cổ Bắc giới và châu Á.